# Haiove, Bar
Haiove (în ucraineană Гайове) este localitatea de reședință a comunei Haiove din raionul Bar, regiunea Vinnița, Ucraina.

## Demografie
Componența lingvistică a localității Haiove
     Ucraineană (98,76%)
     Rusă (1,09%)
Conform recensământului din 2001, majoritatea populației localității Haiove era vorbitoare de ucraineană (98,76%), existând în minoritate și vorbitori de rusă (1,09%).